# New Cordell
New Cordell és una ciutat dels Estats Units a l'estat d'Oklahoma. Segons el cens del 2000 tenia 2.867 habitants.

## Demografia
Segons el cens del 2000, New Cordell tenia 2.867 habitants, 1.192 habitatges, i 816 famílies. La densitat de població era de 437,5 habitants per km².
Dels 1.192 habitatges en un 32,3% hi vivien nens de menys de 18 anys, en un 55,2% hi vivien parelles casades, en un 10,1% dones solteres, i en un 31,5% no eren unitats familiars. En el 28,4% dels habitatges hi vivien persones soles el 14,6% de les quals corresponia a persones de 65 anys o més que vivien soles. El nombre mitjà de persones vivint en cada habitatge era de 2,39 i el nombre mitjà de persones que vivien en cada família era de 2,92.
Per edats la població es repartia de la següent manera: un 25,9% tenia menys de 18 anys, un 7,5% entre 18 i 24, un 26,1% entre 25 i 44, un 22,1% de 45 a 60 i un 18,4% 65 anys o més.
L'edat mediana era de 39 anys. Per cada 100 dones de 18 o més anys hi havia 86,4 homes.
La renda mediana per habitatge era de 28.053 $ i la renda mediana per família de 34.519 $. Els homes tenien una renda mediana de 24.531 $ mentre que les dones 18.173 $. La renda per capita de la població era de 15.509 $. Entorn del 15,4% de les famílies i el 17,3% de la població estaven per davall del llindar de pobresa.

## Poblacions més properes
El següent diagrama mostra les poblacions més properes.